# Marguerite Joly
Marguerite Joly (1637-19 de diciembre de 1681) fue una envenenadora profesional francesa. Fue una de los acusados en el conocido como asunto de los venenos.

## Biografía
En marzo de 1680, Joly fue arrestada en relación con el asunto de los venenos tras haber sido señalada por Étienne Guibourg. Descrita como una hábil distribuidora de veneno a la altura de La Voisin, era considerada una mujer extremadamente peligrosa. Bajo tortura, confesó haber ejercido la práctica de abortos de manera profesional, admitiendo también tener conocimiento de sacrificios de niños durante la celebración de misas negras.
Marguerite Joly se convirtió en la testigo principal en el juicio contra Françoise de Dreux. Dreux había sido absuelta en abril de 1680, emitiéndose una segunda orden de arresto contra ella tras la confesión de Joly. La envenenadora señaló a Dreux como una de sus clientas habituales, confesando además el asesinato por parte de Dreux de dos amantes suyos, Pajot y de Varennes; el intento de asesinato de la duquesa de Richelieu, esposa del duque de Richelieu; los planes de asesinato de su hermano y su cuñada, Monsieur y Madame Saintot, así como el de cualquier posible rival cercana a su amante, el duque de Richelieu.
Las dos primeras muertes no pudieron ser calificadas como asesinatos por falta de pruebas, mientras que los intentos de asesinato no llegaron a tener éxito, en caso de haber tenido lugar. Dreux abandonó el país tras el arrresto de Joly. A pesar de su ausencia, fue juzgada y condenada gracias al testimonio de la envenenadora.
Marguerite Joly fue condenada a morir quemada en la hoguera, siendo sometida al tormento del agua antes de su ejecución. Durante la tortura, Joly confesó varios asesinatos y señaló a Anne Meline como su cómplice. Afirmó haber estado presente durante el sacrificio del sobrino de La Poignard; el sacrificio de un niño en una misa negra para Mademoiselle de Saint-Laurens, oficiada con el fin de que se cumpliesen sus deseos matrimoniales; así como la compra de venenos en colaboración con Meline, quien había asesinado al esposo de Joly.
Tras cesar la tortura, se retractó de todas sus declaraciones, a excepción de la realizada contra Saint-Laurens, siendo ejecutada esa misma noche.